# Psilophyta
Le Psilofite (Psilophyta Heintze, 1927) sono una divisione di piante vascolari che comprende le più semplici piante vascolari viventi.
Il loro nome deriva dal greco psilos (ψιλός) = nudo, in riferimento ad una delle caratteristiche distintive di queste piante, e cioè il fusto privo di foglie.

## Tassonomia
Secondo la classificazione tradizionale la divisione delle Psilophyta comprende una sola famiglia, le Psilotaceae e due soli generi Psilotum e Tmesipteris:
- Divisione Psilophyta
  - Classe Psilopsida
    - Ordine Psilotales
      - famiglia Psilotaceae
        - genere Psilotum
        - genere Tmesipteris

Recenti studi filogenetici basati sulla analisi molecolare del DNA suggeriscono una stretta relazione con la famiglia delle Ophioglossaceae. Secondo questi studi Psilotaceae ed Ophioglossaceae, collocate rispettivamente negli ordini Psilotales e Ophioglossales, andrebbero entrambe considerate all'interno della classe Psilopsida .

## Descrizione
Si tratta di piccole piante vascolari, spesso a crescita epifita, con fusti ramificati dicotomicamente, privi di foglie, che nelle specie del genere Psilotum sono sostituite da piccole squame verdi (microfilli) che ricoprono il fusto mentre in Tmesipteris sono presenti strutture fotosintetiche simili a foglie ma prive di struttura vascolare. Il fusto, a sezione quadrangolare, presenta un nucleo centrale di tessuto vascolare (protostele).
Mancano anche di vere e proprie radici la cui funzione è vicariata da sottili rizomi scarsamente differenziati, che assorbono i nutrimenti grazie a rapporti di simbiosi con funghi (micorriza).
Gli sporangi si trovano all'estremità dei rami e sono uniti a gruppi di 3 (sinangi). Una volta maturi si aprono rilasciando le spore, di colore giallo-biancastro, da cui successivamente si sviluppano i gametofiti aploidi. Questi hanno l'aspetto di piccoli tuberi sotterranei, grandi 1-2 mm. Raggiunta la maturità sessuale producono gameti maschili e femminili dalla cui fecondazione ha origine la successiva generazione di sporofiti diploidi.

## Distribuzione
Psilotum cresce nelle regioni tropicali e subtropicali di America, Africa e Asia, mentre l'areale di Tmesipteris è limitato ad alcune isole del Pacifico meridionale ed in particolare alla Tasmania, alla Nuova Zelanda e alla Nuova Caledonia.
L'unica specie presente in Europa è Psilotum nudum, segnalata soltanto nel sud della Spagna (provincia di Cadice) .